# 克吕尼改革
克吕尼改革（英語：Cluniac Reform）是中世纪修道运动中的一系列改革，关注于恢复传统的修道的生活，鼓励艺术，照顾穷人，亦即建立克呂尼秩序（法語：Ordre de Cluny）。该运动是因位于勃艮第的克吕尼隐修院而得名，它正是在这里由本笃会内开始。这一改革很大程度上是由克吕尼的奧圖（878年－942年）开展的，并传播遍及神圣罗马帝国的勃艮第、普罗旺斯，法国的奧文尼、波亚图，英国以及意大利与西班牙的大部分地区。

## 起因
该改革的动力是教会内部的腐败，特别是买卖圣职和娶妾。这些弊端被认为是对修道院世俗干涉，以及教会与欧洲封建制度和庄园紧密结合的结果。在那时，教宗希望重申对所有圣职人员的控制并停止世俗统治者对主教的授职。
由于本笃会修院要求得到土地，它需要赞助本地的庄园主。但是，庄园主经常要求得到权利并主张干涉修院运作的特权。克吕尼改革是纠正这些实践一个尝试，希望一个更加独立的隐修院院牧将可以更好地实施《圣本笃会规》。

## 经过
阿基坦公爵威廉一世于910年建立了首个克吕尼修道院，其新规定是该修院直接向教宗而不是向一位本地庄园主汇报。这意味着该修院将完全独立，因为教宗的权威在如此远的距离下多半虚化成了理论上的。进而，克吕尼隐修院院牧对他的隐修士们所建立的分院(daughter house)保留权威。到12世纪，克吕尼修会已经有了超过1000座修院。
该改革的支持者中最引人注目的是教宗乌尔巴诺二世，黑斯费尔德的兰伯特，以及凡尔登的理查德。克吕尼改革鼓励了西方教会变得更加重视商业，并给重新控制东方教会的动力。

## 结果
在其高峰时期（950年－1130年），克吕尼运动是欧洲最大的宗教力量之一。至少如它们的政治后果一样重要的是，这些改革要求更大程度的宗教虔诚。克吕尼会士支持“天主的和平”，鼓励朝圣者前往圣地。日益丰富的礼仪刺激了对金质祭台祭器、优质挂毯和织物、花窗玻璃、以及复调音乐的需求，以填充这些罗曼式教堂。
1098年，莫莱姆的圣罗贝尔带着21位隐修士自他们位于莫莱姆的隐修院出发去创建一座新的修院。这个团队希望建立一个修道主义的社区，在这里隐修士们可以过更严格遵守圣本笃会规的生活。这些隐修士们得到了一块位于第戎以南的沼泽地，名为「熙笃」（Cîteaux)，因此建立了熙笃会。

### 引用
1. ↑  .   [2009-03-31]. （原始内容存档于2009-01-03）.
2. ↑  .   [2008-11-25]. （原始内容存档于2008-12-01）.
3. ↑  .   [2008-11-25]. （原始内容存档于2008-06-28）.
4. 1 2  .   [2009-03-31]. （原始内容存档于2009-04-09）.
5. 1 2  Chambers, Mortimer. . Knopf. 1974: 269–283. ISBN 0394317335.
6. ↑  .   [2009-03-31]. （原始内容存档于2007-01-03）.
7. ↑  .   [2009-03-31]. （原始内容存档于2007-01-03）.
8. ↑  .   [2009-03-31]. （原始内容存档于2008-04-08）.
9. ↑  Tobin, pp 29, 33, 36.